# Lajos Somodi
Lajos Somodi (Abádszalók, 4 de diciembre de 1928-Budapest, 9 de mayo de 2012) fue un deportista húngaro que compitió en esgrima, especialista en la modalidad de florete. Participó en los Juegos Olímpicos de Melbourne 1956, obteniendo una medalla de bronce en la prueba por equipo.

## Palmarés internacional
| Juegos Olímpicos | Juegos Olímpicos      | Juegos Olímpicos  | Juegos Olímpicos    |
| Año              | Lugar                 | Medalla           | Prueba              |
| ---------------- | --------------------- | ----------------- | ------------------- |
| 1956             | Melbourne (Australia) | Medalla de bronce | Florete por equipos |